# 太工天成
太原理工天成科技股份有限公司（上交所：600392），简称太工天成，1998年由太原理工大学开办，2003年5月在上海证券交易所挂牌上市。经数次资产重组后，目前公司名称由“太原理工天成科技股份有限公司”变更为“盛和资源控股股份有限公司”，由乐山盛和稀土股份有限公司借壳上市。

## 历史
- 1988年太原工业大学投资成立太原工业大学科技开发公司
- 1998年7月，由太原理工大学报请山西省教委成立山西太工天成科技实业有限公司
- 1999年，成立了太工天成研究院、山西太工天成测控技术有限公司、山西太工天成计算机技术有限公司
- 2000年6月，太原理工天成科技股份有限公司在山西太工天成科技实业有限公司的基础上变更设立[1]
- 经中国证券监督管理委员会证监发行字[2003]39号文批准，于2003年5月14日发行股票，并于2003年5月29日正式上市[2]
- 2008年5月，公司第一大股东太原理工大学将所持有该公司的所有股份转让给山西太原理工资产经营管理有限公司；同年10月，公司第一大股东山西太原理工资产经营管理有限公司与山西煤炭运销集团有限公司签订了《股权转让协议书》，山西煤炭运销集团有限公司成为公司的控股股东。[3]
- 2012年7月，山西煤炭运销集团有限公司要求其子公司山西省焦炭集团有限责任公司收购太工天成的全部资产和负债。[4]2012年12月，太工天成完成了向山西省焦炭集团有限责任公司出售全部资产和负债、向乐山盛和稀土股份有限公司股东发行股份购买乐山盛和稀土股份有限公司99.9999%股权的重大资产重组的实施方案
- 2013年3月6日，经山西省工商行政管理局核准，公司名称变更为“盛和资源控股股份有限公司”，简称“盛和资源”[5]